# کیل رودیان
کیل رودیان (دانمارکی: Kjell Rodian; ۳۰ ژوئن ۱۹۴۲ – ۲۹ دسامبر ۲۰۰۷) دوچرخه‌سوار اهل دانمارک بود.
وی در مسابقات کشوری و بین‌المللی در مجموع برندهٔ ۱ مدال نقره شده‌است.